# Moe nia Lisa
Moe nia Lisa (France) ou Moe'N'a-Lisa (Québec) (Moe'n'a Lisa, jeu de mots sur Mona Lisa) est le 6e épisode de la saison 18 de la série télévisée d'animation Les Simpson.

## Synopsis
En se réveillant un matin, Homer se souvient qu'il devait se rappeler un événement important mais il ignore lequel jusqu'à ce que Marge presse la famille de se rendre aux Jeux olympiques du troisième âge auxquels participe Abraham. Lorsqu'ils sont partis, Moe téléphone à Homer pour lui rappeler de l'emmener à la pêche car c'est aujourd'hui son anniversaire. À la fin de la journée, Moe est très déçu et écrit une lettre de rancune à Homer. Lisa voit en cette lettre le côté poétique de Moe et décide de l'aider à écrire des poèmes mais ce dernier, lorsqu'il devient célèbre oublie volontairement de la remercier.